# Ludanice
Ludanice (bis 1927 slowakisch auch „Ludany“; deutsch Ludanitz, ungarisch Nyitraludány) ist eine Gemeinde im Westen der Slowakei mit 1719 Einwohnern (Stand 31. Dezember 2024) und gehört zum Okres Topoľčany, einem Kreis des Nitriansky kraj.

## Geographie

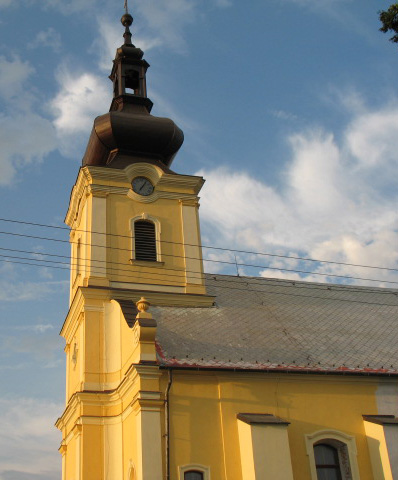
Kirche in Ludanice

Die Gemeinde befindet sich im Hügelland Nitrianska pahorkatina (Teil des slowakischen Donautieflands) am rechten Ufer der Nitra, in unmittelbarer Nähe des Gebirges Tribeč. Das Ortszentrum liegt auf einer Höhe von 160 m n.m. und ist acht Kilometer südlich von Topoľčany gelegen.
Verwaltungstechnisch gliedert sich die Gemeinde in die Gemeindeteile Ludanice und Mýtna Nová Ves.

## Geschichte
Ludanice wurde zum ersten Mal 1242 in einer Urkunde des Neutraer Kapitels als Ludan schriftlich erwähnt. Im 15. Jahrhundert entwickelte sich das Dorf zu einem Städtchen und erhielt 1422 das Recht, montags einen Wochenmarkt zu veranstalten. Der untere Teil gehörte zu einem Benediktiner-Kloster und später zum Neutraer Kapitel. Der obere Ortsteil war Sitz eines Herrschaftsguts und gehörte anfangs dem Geschlecht Ludányi und später wechselte seine Besitzer, wie z. B. Erdődy im 17. Jahrhundert.
1892 schlossen sich die Orte Dolné Ludanice (deutsch Unterludanitz) und Horné Ludanice (deutsch Oberludanitz) zusammen. 1976 wurden die Orte Dvorany nad Nitrou und Mýtna Nova Ves (deutsch Neudorf) eingegliedert, der erste gliederte sich 1990 wieder aus und seither trennt den Ortsteil Mýtna Nová Ves vom Hauptort.

## Bevölkerung
| Jahr                | 1994 | 2004    | 2014    | 2024    |
| ------------------- | ---- | ------- | ------- | ------- |
| Anzahl der Personen | 1887 | 1836    | 1848    | 1719    |
| Unterschied         |      | −2,70 % | +0,65 % | −6,98 % |

| Jahr                | 2023 | 2024    |
| ------------------- | ---- | ------- |
| Anzahl der Personen | 1723 | 1719    |
| Unterschied         |      | −0,23 % |

Ergebnisse nach der Volkszählung 2001 (1874 Einwohner):
| Nach Ethnie: - 99,31 % Slowaken - 0,32 % Tschechen - 0,05 % Ukrainer | Nach Religion: - 97,71 % römisch-katholisch - 1,12 % keine Angabe - 0,59 % konfessionslos - 0,27 % evangelisch |

## Sehenswürdigkeiten
- römisch-katholische Dreifaltigkeitskirche von 1761
- Statue Hl. Donatus aus dem 18. Jahrhundert
- Statue Hl. Johann Nepomuk

## Verkehr
Durch beide Ortsteile verläuft die Staatsstraße 64 (Nitra–Topoľčany) und sind an der regionalen Bahnstrecke Nové Zámky–Prievidza gelegen, mit einem Bahnhof in Ludanice und einer Haltestelle in Mýtna Nová Ves.